# Severnoe Medvedkovo
Il quartiere Severnoe Medvedkovo (in russo Район Северное Медведково?, Medvedkovo settentrionale) è un quartiere di Mosca sito nel Distretto Nord-orientale.
Insieme a Južnoe Medvedkovo forma l'area su cui sorgeva l'abitato di Medvedkovo, le cui prime testimonianze risalgono all'anno 1623. 
Medvedkovo deve il suo nome al soprannome medvedok ("orso") dato al boiaro Vasilij Fëdorovič Požarskij, di cui il villaggio e i boschi circostanti erano riserva di caccia.
Viene incluso nel territorio cittadino nel 1960, quando i confini della città vengono allargati fino all'MKAD, a cui fanno seguito vent'anni di sviluppo urbano residenziale.